# The Friendly Type
«The Friendly Type» (с англ. — «Дружелюбный тип») — третий эпизод американского телесериала «Лунный рыцарь» (2022), основанного на одноимённом персонаже издания Marvel Comics. По сюжету, Марк Спектор вместе с Лейлой и Стивеном разыскивает Амат в Египте, сталкиваясь с остальными древнеегипетскими богами. Действие эпизода происходит в медиафраншизе «Кинематографическая вселенная Marvel» (КВМ), разделяя преемственность с фильмами франшизы. Сценарий написали Бо Демайо, Питер Кэмерон и Сабир Пирзада, а режиссёром был нанят Мохамед Диаб.
Оскар Айзек исполняет роль Марка Спектра / Лунного рыцаря и Стивена Гранта / Мистера Найта. Главные роли также исполняют Мэй Каламави, Итан Хоук, Карим Эль-Хаким (воплощение Хонсу), Ф. Мюррей Абрахам (голос Хонсу), а также Гаспар Ульель.
Эпизод «Дружелюбный тип» был выпущен на Disney+ 13 апреля 2022 года. Критики похвалили эпизод за экшен-сцены, расширенную предысторию Лейлы и Спектора, а также последовательность затмения, но сочли, что эпизод был слишком перегружен экспозицией.

## Сюжет
Лейла вместе с женщиной-фальсификатором создаёт себе фальшивый египетский паспорт и отправляется в Египет.
Артур Хэрроу вместе со своими приспешниками находят гробницу Амат при помощи скарабея в пустыне Египта. В это же время Марк Спектор пытается допросить приспешников Хэрроу и узнать его местоположение, однако в процессе сражения Марк теряет сознание и приходит в себя в такси, направляющемся в аэропорт. Случайно заметив тех же приспешников, Марк пытается их догнать, но снова теряет сознание и приходит в себя в окружении их трупов. Марк обвиняет во всём Стивена, однако последний говорит, что ничего такого не делал, как и Марк. Последний приспешник Хэрроу совершает самоубийство, и Марк с Хонсу решают собрать богов и их аватаров для суда над Хэрроу.
Хонсу образует солнечное затмение и сопровождает Марка в пирамиду Хеопса. В пирамиде появляются аватары Осириса, Гора, Исиды, Тефнут и Хатор, после чего боги вселяются в своих аватаров. Боги выслушивают требования Хонсу и заявляют, что не собираются вмешиваться в дела людей. Хонсу обвиняет Хэрроу в сговоре с целью освобождения богини Амат, после чего Боги призывают Хэрроу и последний раскрывает им наличие в теле Марка нескольких личностей и что сам Хонсу неуравновешен. Хонсу пытается ударить Хэрроу, однако его останавливает Осирис. Хэрроу обвиняет Хонсу в использовании своего аватара в плохих целях. Гор предлагает выслушать Марка и освобождает его. Марк также обвиняет Хэрроу в злых умыслах и подтверждает, что он не в себе. Осирис, не увидев злодеяний в делах Хэрроу, закрывает суд и освобождает его. Аватары уходят, однако Ятциль (аватар богини Хатор) помогает Спектру и раскрывает ему имя человека, имеющего информацию о местоположении гробницы Амат.
На рынке Марк встречает Лейлу и вместе с ней отправляется в резиденцию Антона Могарта / Полуночного человека. Прибыв туда, Стивен помогает Марку слегка расшифровать координаты на древнем пергаменте, однако их с Лейлой раскрывают. Внезапно прибывает Хэрроу и с помощью силы Амат уничтожает саркофаг с координатами. Марк призывает костюм и убивает приспешников Могарта и, по-видимому, самого Могарта.
Захватив остатки пергамента с координатами, Марк и Лейла пытаются их расшифровать ночью в пустыне, однако у них не выходит. Лейла убеждает Марка отдать контроль Стивену, и последний собирает кусочки пергамента воедино в виде звезды, на которых изображено созвездие, указывающее на местоположение гробницы. Однако данная карта устарела, ввиду того, что ей около двух тысяч лет, и за пройденное время звёзды поменяли положение и указывают неверные координаты. Хонсу при помощи своих сил вместе со Стивеном на время возвращает ту самую ночь, отматывая небо на две тысячи лет назад. Лейле удаётся расшифровать местоположение гробницы, однако за манипуляции с небом боги заточают Хонсу в каменную статуэтку (ушебти). Перед этим, Хонсу просит Стивена, чтобы Марк позже освободил его, и заточается в ушебти в пирамиде, в результате чего Стивен теряет сознание. Хэрроу, узнав, что Хонсу заточён в ушебти, посещает пирамиду и благодарит Хонсу за свою будущую победу.

## Производство

### Разработка
В августе 2019 года Marvel Studios объявила о разработке сериала о Лунном Рыцаре для стримингового сервиса Disney+. В ноябре того же года Джереми Слейтер был нанят в качестве главного сценариста сериала, а египетский режиссёр Мохамед Диаб в октябре 2020 года был назначен режиссёром четырёх эпизодов, включая третий. Слейтер и Диаб выступили исполнительными продюсерами вместе с Кевином Файги, Луисом Д’Эспозито, Викторией Алонсо, Брэдом Уиндербаумом и Грантом Кёртисом, а также Оскаром Айзеком:2.

### Сценарий
Третий эпизод сериала получил наименование «The Friendly Type» (с англ. — «Дружелюбный тип») и был написан Бо Демайо, Питером Кэмероном и
Сабиром Пирзада. Знания Мистера Найта в области египтологии позволяют ему решать различные головоломки и разбираться в звёздной карте:7. Хонсу же изображён как бог, использующий Спектора для осуществления своей «версии божественного правосудия»:7. Диаб описывает требования Хонсу к Спектору как «нечто очень жестокое и тяжёлое для Марка», в результате чего Хонсу наделяет его силой после его воскрешения, за что пришлось заплатить «очень, очень высокую цену»:7.

### Подбор актёров
Главные роли в эпизоде сыграли Оскар Айзек в роли Марка Спектора / Лунного рыцаря и Стивена Гранта / Мистера Найта, Мэй Каламави в роли Лейлы Аль-Фаули, Халид Абдалла в роли Селима (аватара Осириса), Барбара Розенблат в роли фальсификатора Лейлы; Карим Эль-Хаким исполнил роль бога Хонсу на съёмочной площадке, а Ф. Мюррей Абрахам озвучил персонажа, Итан Хоук исполнил роль Артура Хэрроу, а Гаспар Ульель — Антона Могарта / Полуночного человека:47:17–47:38. В январе 2022 года Гаспар Ульель погиб при катании на лыжах, в результате чего данный эпизод был посвящён его памяти. Роли также сыграли Диана Бермудес в роли Ятциль (аватара Хатор), Деклан Хэнниган в роли аватара Гора, Хейли Конаду в роли аватара Тефнут, Нагиса Моримото в роли аватара Исиды, Лоик Мабанза в роли Бека, Джалиль Насири в роли Альфы и Мохамед Эль Ачи в роли Беты:48:30.

### Дизайн
Для съёмок особняка Могарта были построены декорации, которые включали в себя две стеклянные пирамиды в стиле Лувра:9–10, с золотым и красным освещением, а также специально отстроенный конный манеж. Вступительные и финальные титры сериала были разработаны компанией Perception. В конце титров каждого эпизода изображается новая фаза Луны, начинающаяся с полумесяца в первом эпизоде.

### Съёмки и визуальные эффекты
Съёмки проходили на студии Origo Studios в Будапеште:8, режиссёром выступил Мохамед Диаб, а оператором — Грегори Миддлтон:24–25. Съёмки также проходили в Вади-Раме (Иордания):11. Миддлтон отметил, что бой Спектора и Могарта изначально должен был происходить в тёмном помещении, при этом Лунный рыцарь должен был быть похож на бугимена, который «появляется, убивает людей и исчезает». Миддлтон заявил, что Диаб упорно боролся за наличие лошадей, потому что очень хотел показать египетские поединки на большой арене, чтобы было лучше «видно, что происходит, и вы действительно видите Лунного рыцаря таким ужасным, каким он может быть».
Визуальные эффекты для эпизода были созданы компаниями Crafty Apes, Image Engine, Cinesite, Wētā FX, Monsters Aliens Robots Zombies, Framestore, Soho VFX, Base FX, Method Studios и Mammal Studios:49:37–49:53. Для сцены, в которой Хонсу поворачивает ночное небо, Weta изучила звёздные карты NASA и при монтаже использовала параллакс для создания эффекта.

## Рекламная кампания

Первоначальный постер эпизода, выпущенный в день премьеры

В отличие от предыдущих эпизодов, в данном эпизоде отсутствует QR-код с отсылкой на комикс, однако, отсканировав один из QR-кодов в предыдущих эпизодах, зрители могли получить бесплатную цифровую копию дебютного комикса о Полуночном Человеке, Moon Knight vol. 1 # 3. После выхода эпизода компания Marvel в рамках еженедельной акции «Marvel Must Haves», посвящённой каждому эпизоду сериала, анонсировала товары, вдохновлённые этим эпизодом, включая одежду, различные аксессуары, а также фигурки Хонсу и Лейлы от Funko POP!.

## Премьера
Эпизод «Дружелюбный тип» был выпущен на стриминговом сервисе Disney+ 13 апреля 2022 года. Третий эпизод, как и все остальные эпизоды сериала, будет выпущен на Ultra HD Blu-ray и Blu-ray 30 апреля 2024 года.

## Восприятие

### Реакция аудитории
По данным Nielsen Media Research, измеряющих количество минут, просмотренных американской аудиторией на телевизорах, «Лунный рыцарь» стал третьим самым просматриваемым оригинальным сериалом на стриминговых сервисах за неделю с 11 по 17 апреля с 638 млн просмотренных минут, что на 5 % больше, чем на предыдущей неделе. По данным агрегатора потокового вещания Reelgood, который изучает данные о просмотрах на потоковых сервисах в США и Великобритании, «Лунный рыцарь» стал самым просматриваемым сериалом за неделю, закончившуюся 15 апреля 2022 года. По версии Whip Media, «Лунный рыцарь» стал самым просматриваемым сериалом для зрителей в США за неделю, закончившуюся 17 апреля.

### Реакция критиков

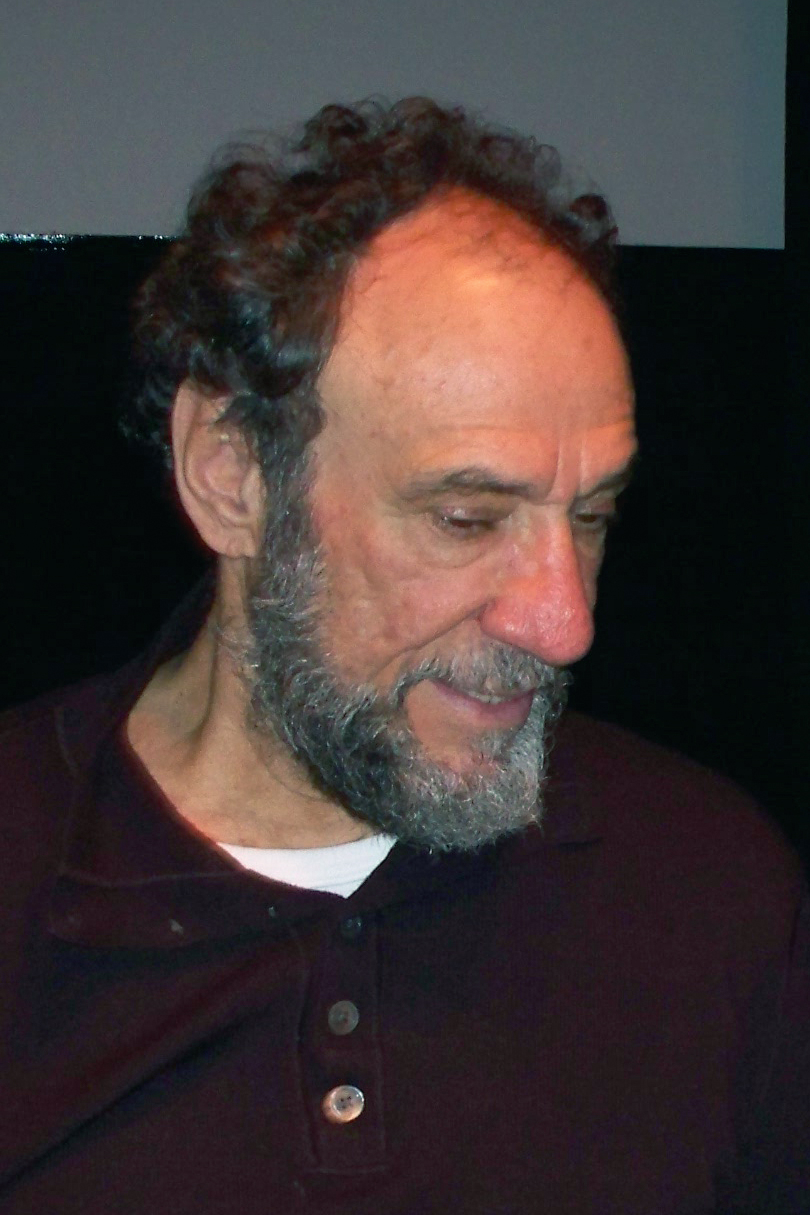
Ф. Мюррей Абрахам, озвучивающий бога Хонсу Хонсу получил похвалу от критиков за озвучивание своего персонажа в данном эпизоде

На сайте-агрегаторе рецензий Rotten Tomatoes эпизод получил рейтинг одобрения 94 % со средней оценкой 7,7/10 на основе 16 отзывов.
Мэгги Боччелла из Collider поставила эпизоду оценку «A-», заявив, что сериал достиг своего апогея после того, как Хонсу создал лунное затмение, чтобы привлечь внимание других богов, поэтому в эпизоде было «что-то фантастическое». Собрание богов напомнило Боччелле фильм «Мумия» (1999) со всей «роскошью и мистицизмом, но без восточного колорита или фетишизма». Она также отметила, что «часть привлекательности сериала заключается в почти полном отрыве от остальной части КВМ», и что «даже с мистикой, эпизод чувствовался более приземлённым без других супергероев или мультивселенной».
Мануэль Бетанкур из The A.V. Club поставил эпизоду оценку «B» и отметил, что был рад тому, что после боёв с монстрами и ночных боёв в предыдущих эпизодах, в «Дружелюбном типе» бои происходят днём, и в результате «мы видим настоящий рукопашный бой, без масок, CG и того, что мешало бы тому, что мы наблюдаем». Он также заявил, что в эпизоде были «захватывающие экшн-сцены», но «трудно объяснить запутанную мифологию в увлекательной форме», считая, что в нём было слишком много объяснений.
Мэтт Фоулер из IGN присвоил эпизоду 8 баллов из 10 и назвал его «самым насыщенным и ярким эпизодом на данный момент».. Он заявил, что ему понравилось получать больше информации о предыстории Лейлы и Спектора, и он был рад, что Лейле дали больше времени в этом эпизоде, а также назвал сцену между Грантом и Хонсу и манипуляцией ночным небом в конце эпизода «возвышенным визуальным наслаждением», назвав её захватывающим завершением эпизода, который создаёт эстетически безвыходную ситуацию из-за того, что Хонсу в итоге попадает в тюрьму.
Кирстен Ховард, пишущая для Den of Geek, поставила эпизоду 3 звезды из 5 и заявила что эпизод был разочаровывающим «отвлечением от решения головоломок», учитывая, что в сериале всего шесть эпизодов, но при этом отметили, что эпизод раскрыл больше информации о Спекторе и Лейле. Говард назвал сцену затмения одной из самых безумных сцен в КВМ, посчитав, что «сериал явно не боится идти на пролом в погоне за своим видением». Однако она отметила неровный тон сериала, а также то, как боги отпустили Хэрроу только потому, что он использовал ДРИ Спектора в качестве аргументов. В заключение, Говард заявил, что эпизод шагнул назад после «довольно хорошо поставленного и сфокусированного на персонажах предыдущего эпизода».

### Награды и номинации
Мюррей Абрахам получил номинацию на 74-й церемонии вручения прайм-таймовой премии «Эмми» в области творческих искусств в категории «Лучшее озвучивание персонажа».